# Karl Wohlfart

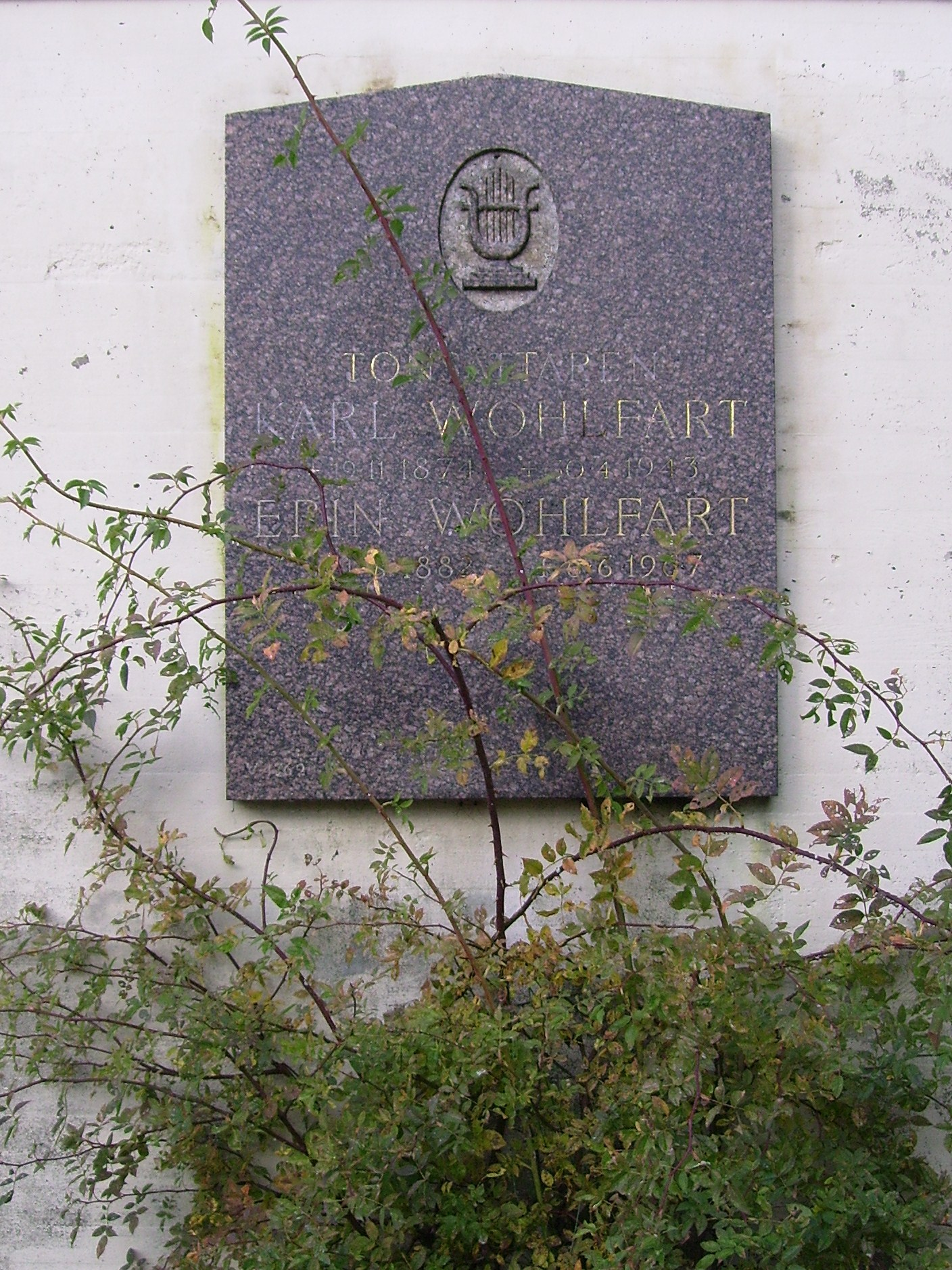
Karl Wohlfarts gravvård på Skogskyrkogården i Stockholm.

Karl Adrian Wohlfart, född 19 november 1874 i Hycklinge församling, Östergötlands län, död 30 april 1943 i Hedvig Eleonora församling i Stockholm, var en svensk musikpedagog och tonsättare. Han var far till neurologen Gunnar Wohlfart.
Efter avlagda examina vid Musikkonservatoriet i Stockholm bedrev han ytterligare studier för Joseph Dente, Johan Lindegren och Ernst Ellberg samt i Berlin för K.H. Barth och Hans Pfitzner. 1901 blev han lärare vid Richard Anderssons Musikskola, men 1913 grundade han en egen skola i Stockholm, Karl Wohlfarts musikskola, som snabbt blev bland de främsta i Stockholm. 
Wohlfart publicerade en rad pianopedagogiska arbeten och etydsamlingar. Han framträdde också som tonsättare med ett konsertstycke för piano och orkester, körverk, solosånger och pianostycken. Wohlfart är gravsatt på Skogskyrkogården i Stockholm.